# Vuurmot
De vuurmot (Carcina quercana) is een vlinder uit de familie vuurmotten (Peleopodidae).

## Herkenning
De vlinder heeft een spanwijdte tussen de 16 en 22 millimeter. Doordat de vlinder de voorvleugels in rust niet dakvormig vouwt, maar vlak met eroverheen de ongewoon lange antennen, is het een atypische vertegenwoordiger van deze familie die wellicht voor een bladroller aangezien kan worden. De vliegtijd is van juni tot oktober, de vlinders vliegen na zonsondergang en komen dan op licht.

## Waardplant
De vuurmot heeft vooral eik (quercus) maar ook beuk (Fagus sylvatica), tamme kastanje (Castanea sativa), appel (Malus), gewone esdoorn (Acer pseudoplatanus) en linde (Tilia) als waardplanten. De rups leeft van mei tot juni in een wit spinsel aan de onderzijde van het blad van de waardboom. De verpopping vindt in juni of juli plaats in een witte of doorzichtige cocon aan de onderzijde van het blad.

## Verspreiding
De vuurmot komt van nature verspreid over Europa voor en is geïntroduceerd in Noord-Amerika (British Columbia en Washington). De soort is in Nederland en België zeer algemeen en komt vooral voor in loofbossen, maar ook in boomgaarden, parken en tuinen.